# ジョージ・ギッシング

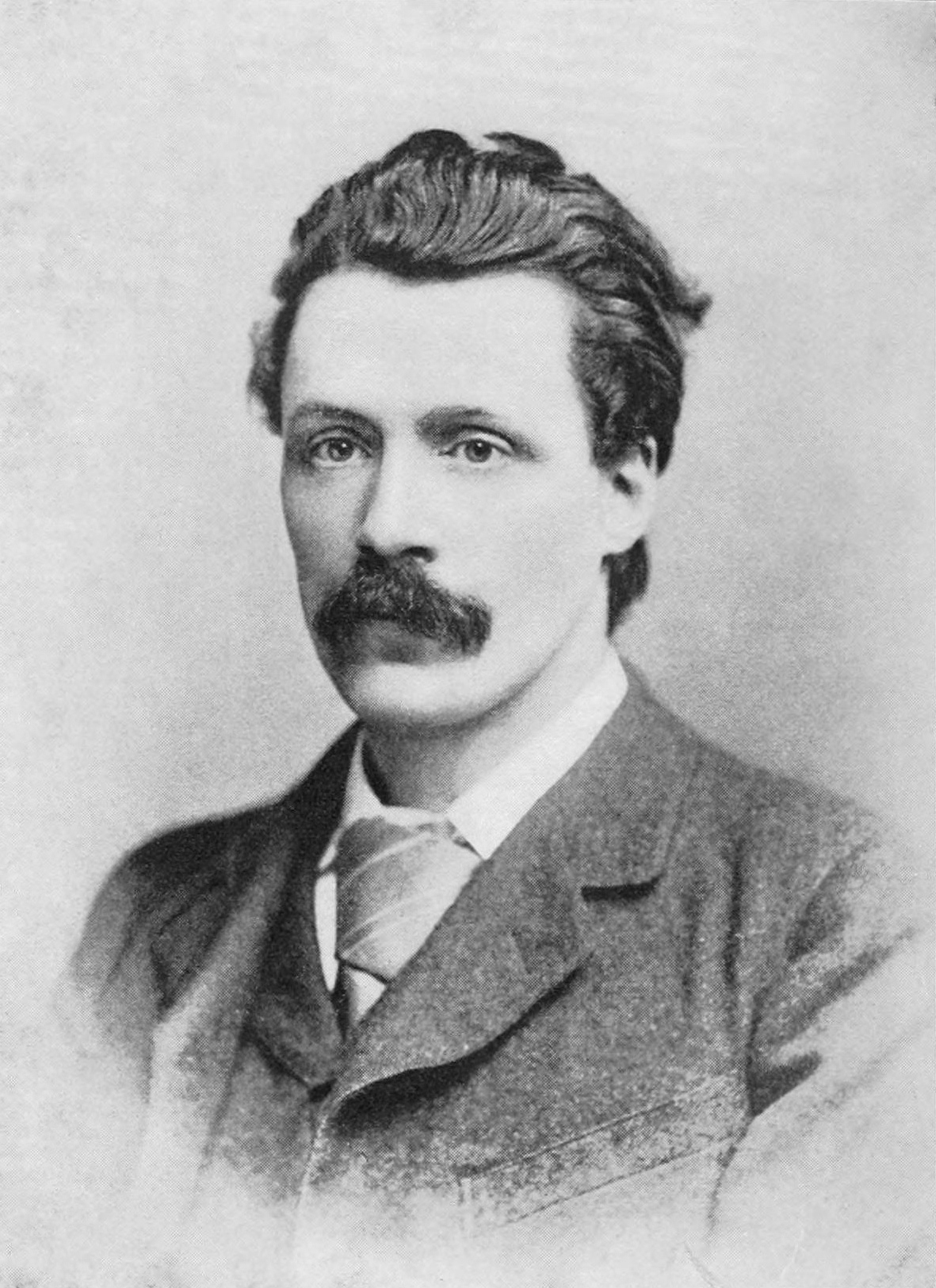
ジョージ・ギッシング

ジョージ・ギッシング（George Robert Gissing, 1857年11月22日 - 1903年12月28日）は、19世紀イギリスの小説家。

## 経歴
イングランド北部のヨークシャー州・ウェイクフィールドに生まれる。少年時代は秀才で古典教養も深かったが、マンチェスターにあるオーエンズ・カレッジ（2004年にマンチェスター大学に合併）在籍時に、街の女（ネル）と関係を持って恋に落ち、彼女を助けるためにカレッジで窃盗を繰り返し、逮捕・放校されて学者としての人生を棒にふった。その後、一年ほどアメリカで逃亡生活をし、『シカゴ・トリビューン』紙などに短編を寄稿していた。帰国後、ロンドンに出て小説家を目指したが、再会したネルとの最初の結婚は、彼女の売春とアルコール依存症などで失敗した。彼女の死後にミュージックホールで知り合った労働者階級の娘との2回目の結婚もうまくいかなかった。
労働者階級の悲惨さを自然主義的に描いた初期作品は売れずに苦労したが、そうした売れない作家の実生活を描いた『三文文士』が皮肉なことに文壇の注意を引いた。本作と、階級的な疎外で苦しむ知的な若者の心境を語る『流謫の地に生まれて』、そして19世紀後半に登場した「新しい女」との関連で論じられることが多い『余計者の女たち』が、ギッシングの3大小説と言われる。『三文文士』の翻訳許可を求めてきた中産階級のフランス人女性（ガブリエル・フルリ）と同棲するようになったが、すぐに健康を害したギッシングはピレネー山脈のふもとで養生したものの、46歳の年末に心筋炎で死亡した。
日本では従来は、最晩年の随筆集『ヘンリー・ライクロフトの私記』、紀行文『イオニア海のほとり』、評論『チャールズ・ディケンズ論』の作者として有名だったが、近年は小説作品が再評価されている。

## 主要作品
- 暁の労働者たち（Workers in the Dawn, 1880年）
- 無階級の人々（The Unclassed, 1884年）
- 民衆（Demos, 1886年）
- イザベル・クラレンドン（Isabel Clarendon, 1886年）
- サーザ（Thyrza, 1887年）
- 人生の夜明け（A Life's Morning, 1888年）
- ネザー・ワールド（The Nether World, 1889年）
- 因襲にとらわれない人々（The Emancipated, 1890年）
- 三文文士（New Grub Street, 1891年）
- デンジル・クウォリア（Denzil Quarrier, 1892年）
- 流謫の地に生まれて（Born in Exile, 1892年）
- 余計者の女たち（The Odd Women, 1893年）
- 女王即位50年祭の年に（In the Year of Jubilee, 1894年）
- イヴの身代金（Eve's Ransom, 1895年）
- 埋火（Sleeping Fires, 1895年）
- 下宿人（The Paying Guest, 1895年）
- 渦（The Whirlpool, 1897年）
- 都会のセールスマン（The Town Traveller, 1898年）
- 人間がらくた文庫（Human Odds and Ends, 1898年）
- チャールズ・ディケンズ論（Charles Dickens, 1898年）
- 命の冠（The Crown of Life, 1899年）
- 我らが大風呂敷の友（Our Friend the Charlatan, 1901年）
- イオニア海のほとり（By the Ionian Sea, 1901年）
- ヘンリー・ライクロフトの私記（The Private Papers of Henry Ryecroft, 1903年）
- ヴェラニルダ（Veranilda, 1904年）
- ウィル・ウォーバートン（Will Warburton, 1905年）
- 蜘蛛の巣の家（The House of Cobwebs and Other Stories, 短篇集、1906年）
- 境遇の犠牲者（A Victim of Circumstances and Other Stories, 短篇集、1927年）

## 主な日本語訳
- 『ヘンリ・ライクロフトの私記』 平井正穂訳、岩波文庫、1961年（多数重版）＋ワイド版1991年
- 『南イタリア周遊記』 小池滋訳、岩波文庫、1994年。元版は下記「イオニア海のほとり」
- 『ギッシング短篇集』 小池滋編訳、岩波文庫、1997年
「境遇の犠牲者」「ルーとリズ」「詩人の旅行かばん」「治安判事と浮浪者」「塔の明かり」「くすり指」「ハンプルビー」「クリストファーソン」を収録
- 『ヘンリー・ライクロフトの四季随想』 松田銑訳、河出書房新社、1995年
- 『ヘンリー・ライクロフトの私記』 池央耿訳、光文社古典新訳文庫、2013年
- 『ギッシング初期短篇集』 松岡光治編訳、アティーナ・プレス、2016年
「親の因果が子に報う」「初めてのリハーサル」「高すぎた代価」「いけ好かない恋敵」「フィービの遺産」「糸を紡ぐグレートヒェン」「安らかに眠れ」「女相続人の条件」「ブラウニーの復讐」を収録
- 『無階級の人々』 倉持三郎・倉持晴美共訳、光陽社、1998年
- 『ネザー・ワールド』 倉持三郎・倉持晴美訳、彩流社、1992年
- 『渦』 太田良子訳、ヒロインの時代・国書刊行会、1989年
- 『余った女たち』 倉持三郎・倉持晴美訳、ニューカレントインターナショナル、1988年
- 『下宿人――お嬢さまの行儀見習い』松岡光治訳、アティーナ・プレス、2024年
- 『ギッシング選集』（全5巻）、小池滋責任編集、秀文インターナショナル、1988年、新版1992年
  - 『第一巻 三文文士』 土井治訳
  - 『第二巻 流謫の地に生まれて』 溝川和雄訳
  - 『第三巻 余計者の女たち』 太田良子訳
  - 『第四巻 埋火、イオニア海のほとり』 土井治訳、小池滋訳
  - 『第五巻 チャールズ・ディケンズ論』 小池滋・金山亮太訳
- 『ヘンリ・ライクロフトの私記』 中西信太郎訳（グーテンベルク21・Kindle版、2013年）。元版は新潮文庫、1951年、改版1967年
- 『短篇集　蜘蛛の巣の家』 吉田甲子太郎訳、岩波文庫（上下）、復刊1988年